# Pardon My Scotch
Pardon My Scotch (br.: Perdão para três) é um filme de curta-metragem estadunidense de 1935, dirigido por Del Lord. É o nono do total de 190 filmes da série com os Três Patetas produzida pela Columbia Pictures entre 1934 e 1959

## Enredo
Às vésperas da Lei Seca, o dono de um bar está preocupado com uma grande compra de bebidas que não foi entregue. Os Três Patetas chegam com uma nova porta para colocar na parede, causando vários desastres. O dono do bar não percebe, sai e deixa o trio tomando conta do bar. Nesse momento chega um empregado do fornecedor que veio conversar sobre o atraso na entrega. Ele pede um coquetel e os Patetas, sem saberem o que ele quer, misturam várias bebidas e criam um líquido efervecente. O homem gosta da "bebida" e quer que os Patetas trabalhem para ele, fazendo mais daquele "uisque". Para convencer seu patrão, ele diz que encontrou três destiladores escoceses e o homem os convida para um jantar sofisticado em sua mansão. Os Patetas chegam com roupas tradicionais da Escócia e começam as costumeiras confusões. Um tenor italiano (Billy Gilbert) tenta cantar "Santa Lucia" mas os Patetas não gostam e jogam uvas e uma banana em sua boca. Irritado, ele sai da sala chamando o trio de "porcos" e Moe, em resposta, atira-lhe um abacaxi pelas costas. Depois de apresentarem uma dança atrapalhada, supostamente escocesa, e de um jantar desastroso, o dono da casa chega e pede a eles que tragam uma amostra da sua bebida, apelidada pelo funcionário de "Breath of Heather" ("Bafo de fogo", segundo a dublagem brasileira). Ao tentarem colocar uma torneira no barril que trouxeram, os Patetas causam uma explosão e todos ficam submersos na espuma da bebida.

## Ferimentos de Moe
Durante a primeira parte em que os Patetas estão tentando colocar a porta, Moe pede a Curly que corte um pedaço de madeira para ele. Curly coloca a madeira em cima da mesa que Moe está. Quando começa a serrar a madeira e a mesa junto, o móvel se parte e Moe cai e quebra três costelas do lado esquerdo do corpo. Ele consegue dar sequência à cena, se levantando e aplicando um tapa duplo em Curly e Larry, antes de desmaiar. Moe foi levado a um hospital e a produção foi interrompida durante algum tempo.
Essa cena dolorida foi reutilizada anos depois no curta Dizzy Detectives de 1939.

## Citação
- Moe: "Pegue as ferramentas."
- Larry: "Que ferramentas?"
- Moe: (Agarrando o cabelo de Larry) "As ferramentas que nós usamos nos últimos dez anos!"
- Larry: "Ah, aquelas ferramentas..."